# Félix Morelli
Félix Morelli (1857 - 22 de enero de 1922) fue un escultor italiano de gran actividad en Uruguay y Argentina.

## Biografía

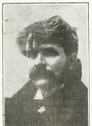
Foto de Morelli encontrada en el libro "Los italianos en el Uruguay" de Héctor Araújo Villagrán.

Se casó en Nápoles con Paulina Ciariello y tuvo varios hijos argentinos y uruguayos entre los que se destacó como escultor Vicente Morelli. Llegó a Uruguay en 1888, donde enseguida de su arribo fue reconocido su talento y le fue encomendado varios trabajos. Entre sus obras se encuentran bustos de destacadas personalidades de la época y monumentos funerarios presentes en el Cementerio del Buceo y el Cementerio Central de Montevideo. Fue el primero que trabajó en Uruguay la fundición de bronce a cera perdida para realizar las esculturas.

## Obras
- José Arechavaleta
- Juan Luis Blanes (1895)